# ریور نید
ریور نید (به انگلیسی: River Nidd) رودخانه‌ای است که در انگلستان جریان دارد.